# .dat
.dat — российская частная компания, которая занималась разработкой компьютерных игр. Компания была основана известными разработчиками Дмитрием Демьяновским и Андреем Иванченко в 2003 году. Название компании происходит от расширения графического файла «.dat».
В 2005 году .dat приступила к разработке компьютерной игры Disciples III: Renaissance, которая является основным и самым значимым продуктом компании. Для создания Disciples III: Renaissance компания .dat разработала собственный игровой движок VirtualDream. Ещё до своего выхода эта игра завоевала несколько наград на КРИ в 2006 и 2007 году. Сама игра вышла в декабре 2009 года.
Кроме Disciples III: Renaissance, с 2007 года .dat работала над онлайновым проектом «Дозоры. Запрещённая игра» по мотивам серии одноимённых произведений Сергея Лукьяненко.
18 июня 2010 года компании .dat и «Акелла» официально анонсировали «Disciples 3: Resurrection», дополнение к Disciples 3: Renaissance.
На середину 2010 года в составе компании работало около 25 человек. Ещё около 30 человек работало удалённо.
7 декабря 2010 года на официальном сайте компании было объявлено о её закрытии. Было заявлено, что компания Акелла начнёт формировать новую команду для работы над серией Disciples, а именно, над поддержкой «Disciples 3: Орды нежити» и разработкой будущего дополнения, посвящённого расе гномов. Основой новосформированной студии под названием hex studio станут ключевые сотрудники .dat.